# Seligenstadt

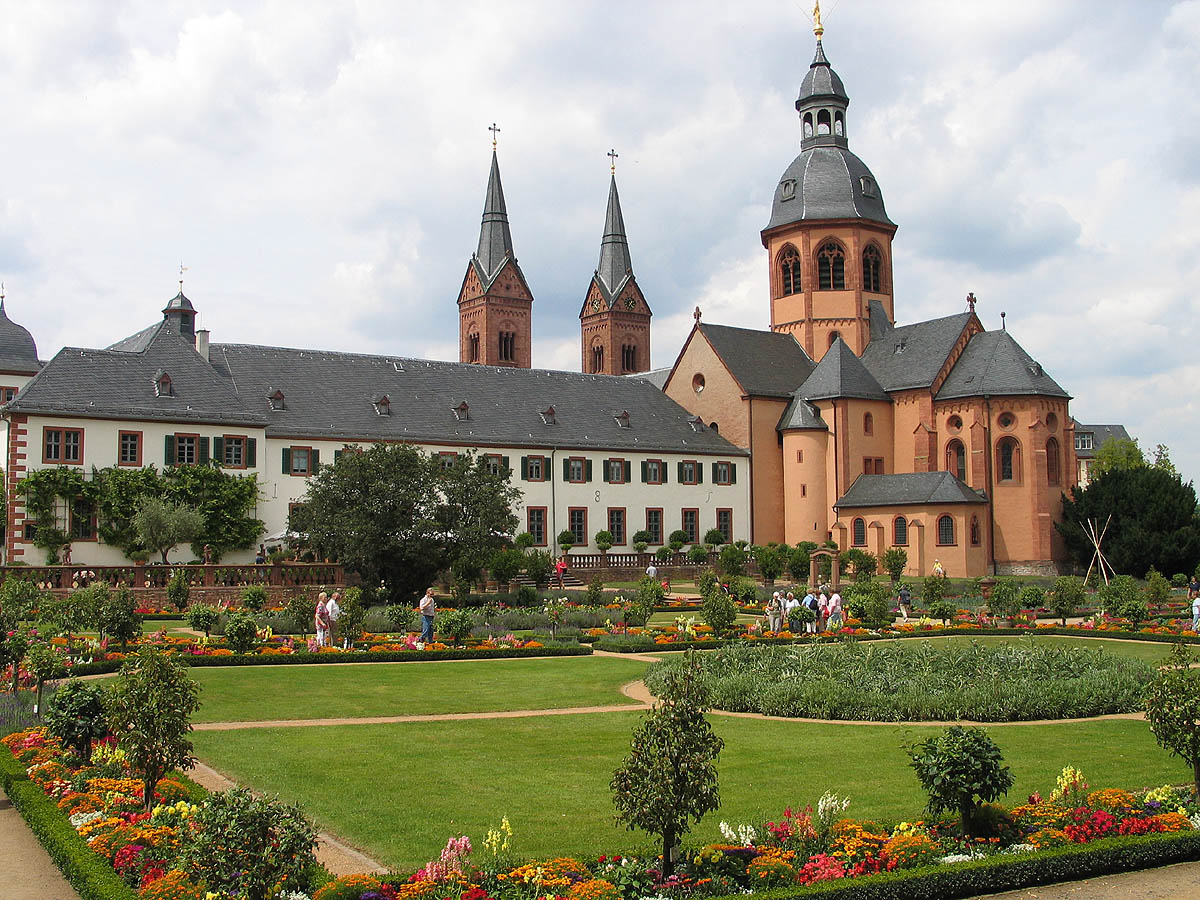
Basílica de Eginhard

Seligenstadt é uma cidade alemã situada ao sul do estado de Hesse no distrito de Offenbach. Está situada na margem esquerda do rio Meno, 15 km ao noroeste de Aschaffenburg e 22 km sudeste de Frankfurt.

## História
Durante o reinado de Trajano, por volta do ano de 100, um castrum romano foi erguido na área da atual Praça do mercado. Desde o século XVI supõem-se que o nome do castrum tenha sido Selgum.
Aproximadamente 500 legionários, a Cohors I Civium Romanorum equitata, que pertenciam à Legio XXII Primigenia (ou seja à vigésima-segunda legião afortunada) originária de Mogúncia, eram responsáveis pela guarda de um trecho do Limes alto-germânico, que percorria ali as margens do rio Meno. Com a queda do limes durante os ataques dos Alamanos por volta de 260, o castelo foi abandonado e o Império Romano recuou com suas tropas até a linha do rio Reno. Durante a Baixa Idade Média construíu-se sob as ruínas do antigo castrum o vilarejo "Mulinheim superior" (hoje Obermühlheim).
A cidade é uma das mais antigas da Alemanha, sendo seu primeiro registro de 11 de janeiro de 815, chamando-se Obermühlheim. A atual Seligenstadt foi fundada pelo monge franco Eginhardo, biógrafo de Carlos Magno. Após a doação do vilarejo por Luís I, o Piedoso a Eginhardo em 815, este último fundou um mosteiro da Ordem de São Bento, com a atual Basílica de Eginhardo(Einhard-Basilika).[carece de fontes?]